# Ca l'Antic (Bigues)
Can Barri, també coneguda com a Ca l'Antic, és una de les masies històriques de Bigues, en el terme municipal de Bigues i Riells del Fai, a la comarca catalana del Vallès Oriental. La masia està catalogada com a element d'interès municipal per l'ajuntament de Bigues i Riells del Fai.
És a prop de l'extrem de llevant del terme municipal, a poca distància del termenal amb l'Ametlla del Vallès i també bastant a prop del límit amb Santa Eulàlia de Ronçana. És a l'esquerra del Tenes i a la dreta del Torrent de la Font del Tort. Al voltant de la masia, sobretot al nord, est i oest, s'ha desenvolupat la urbanització Can Barri, i en el sector meridional, més proper al Tenes i a migdia de la carretera BP-1432, rere mateix de la masia, es va construir el Polígon Industrial Can Barri. A banda i banda de la masia, hi havia la Torre de Can Bigues, a llevant, i la Torreta de Can Bigues, a ponent.
Antigament era una de les tres o quatre masies amb més terres i econòmicament més fortes de Bigues, però a la segona meitat del segle XX els seus amos abandonaren els conreus de les terres i van parcel·lar-les per tal d'obrir la urbanització actual, al mig de la qual ha quedat l'antiga masia. La masia antiga ha estat convertida en un restaurant.